# 北会津郡

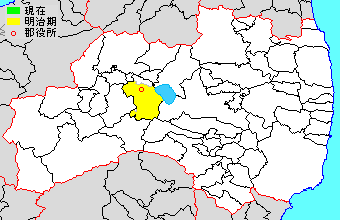
福島県北会津郡の範囲

北会津郡（きたあいづぐん）は、福島県にあった郡。

## 郡域
1878年（明治12年）に行政区画として発足した当時の郡域は、会津若松市の大部分（河東町各町・大戸町小谷各町・大戸町大字小谷を除く）にあたる。

## 歴史

### 郡発足までの沿革
- 幕末時点では陸奥国に所属し、会津藩領であった。「旧高旧領取調帳」に記載されている、会津郡のうち後の本郡域の明治初年時点での村は以下の通り。（1町149村）

若松城下、八角分、蚕養宮村、上河原分、千石町分、南町分、材木町分、石堂分、赤岡分、達磨分、石上分、一本木分、若宮分、新屋敷分、滝沢村、北滝沢村、牛ヶ墓村、藤原村、郷原村、北柳原村、柳原新田村、下柳原村、上居合村、下居合村、松窪村、長原新田村、金堀村、高久村、横沼村、下神指村、東神指村、上神指村、高瀬村、如来堂村、小見村、鍛冶屋敷村、深川村、幕ノ内村、柳原村、西城戸村、天満村、東城戸村、平沢村、中地村、上吉田村、下吉田村、下高野村、鶴沼村、沼木村、上高野村、中明村、藤室村、上荒久田村、鈴木新村、下荒久田村、中前田村、木流村、上沼村、東森台村、中森台村、界沢村、中荒井村、二日町村、東麻生村、今和泉村、寺堀村、鷺林村、宮袋村、宮袋新田村、十二所新田村、本多村、下荒井村、蟹川村、礫宮村、真渡村、中里村、石原村、田村山村、舘村、荒田村、宮ノ下村、出尻村、台村、和泉村、飯寺村、徳久村、一ノ堰村、松原新田村、花坂村、中島村、堤沢村、面川村、面川沢村、石村、下雨屋村、宮内村、上雨屋村、南原村、香塩村、大豆田村、闇川村、黒森村、中野村、井手村、宮田村、御山村、南青木村、北青木村、小田村、慶山村、天寧村、院内村、墓料新村、湯本村、川渓村、大巣子村、一渡戸村、酸漿村、二幣地村、原村、崎川村、篠山村、赤井村、原新田村、上米塚村、柏原村、西麻生村、大島村、松野村、新在家村、北後庵村、西後庵新田村、下米塚村、下小松村、上荒井村、上荒井新田村、金屋村、下野村、両堂村、経沢村、東田面村、中田村、上馬渡村、下馬渡村、永伊分、西田面村、桑原村、船子村、芦牧村、小塩村
- 明治元年
  - 9月22日（1868年11月6日） - 会津戦争で会津藩が新政府軍に降伏し、領地を没収される。
  - 10月1日（1868年11月14日） - 旧会津藩領に若松民政局を設置。
  - 12月7日（1869年1月19日）
    - 陸奥国が分割され、本郡は岩代国の所属となる。
    - 旧会津藩領の郷村高帳の引き継ぎ以外の事務が上野館林藩の管轄となる。

  - 12月23日（1869年2月4日） - 旧会津藩領の事務が館林藩と羽前新庄藩の共同管理となる。
- 明治2年5月4日（1869年6月13日） - 若松民政局を廃し、若松県を設置。館林藩・新庄藩の管轄も終了。
- 明治初年（1町152村）
  - 木流村が平塚木流村、橋本木流村、西木流村に分村。
  - 界沢村が北界沢村、南界沢村に分村。
- 明治8年（1875年）8月12日 - 以下の村の統合が行われる。（1町76村）

- 八幡村 ← 滝沢村、北滝沢村、牛ヶ墓村、墓料新村
- 亀賀村 ← 藤原村、郷原村、北柳原村、柳原新田村
- 鶴賀村 ← 下柳原村、上居合村、下居合村
- 松長村 ← 松窪村、長原新田村
- 北四合村 ← 横沼村、下神指村、東神指村、上神指村
- 中四合村 ← 如来堂村、小見村、西城戸村、天満村
- 南四合村 ← 鍛冶屋敷村、深川村、幕ノ内村、柳原村
- 中沢村 ← 平沢村、中地村
- 柳川村 ← 上吉田村、下吉田村、下高野村、中森台村
- 中沼村 ← 鶴沼村、沼木村、中前田村
- 始村 ← 中明村、鈴木新村、下荒久田村
- 木流村 ← 平塚木流村、橋本木流村、西木流村、上沼村、東森台村
- 界沢村 ← 北界沢村、南界沢村
- 伊和保村 ← 中荒井村、二日町村、東麻生村
- 二方村 ← 今和泉村、寺堀村
- 新庄村 ← 十二所新田村、本多村
- 真宮村 ← 礫宮村、真渡村
- 中石村 ← 中里村、石原村
- 和合村 ← 田村山村、荒田村
- 三伏村 ← 舘村、宮ノ下村、出尻村

- 岩見崎村 ← 松原新田村、花坂村、中島村
- 雨屋村 ← 石村、下雨屋村、宮内村、上雨屋村
- 上三寄村 ← 南原村、香塩村、大豆田村
- 高川村 ← 闇川村、黒森村
- 小山村 ← 井手村、宮田村
- 黒岩村 ← 南青木村、北青木村、小田村
- 石山村 ← 慶山村、天寧村、院内村
- 湯川村 ← 川渓村、大巣子村、一渡戸村、酸漿村、二幣地村
- 静潟村 ← 崎川村、中田村
- 赤井村 ← 篠山村、赤井村、原新田村
- 麻島村 ← 西麻生村、大島村、北後庵村
- 古舘村 ← 松野村、新在家村、下小松村、両堂村
- 宮木村 ← 西後庵新田村、上荒井村、金屋村、下野村
- 平潟村 ← 経沢村、東田面村
- 共和村 ← 上馬渡村、下馬渡村、永伊分、西田面村
- 大川村 ← 桑原村、船子村
- 宮袋新田村が宮袋村に合併。
- 台村が和泉村に合併。
- 面川沢村が面川村に合併。

- 明治9年（1876年）8月21日 - 第2次府県統合により福島県の管轄となる。
- 明治10年（1877年）1月20日 - 若松城下周辺で以下の村の統合が行われる。（1町67村）

- 石堂村 ← 赤岡分、石堂分、石上分［一部］、千石町分［一部］
- 若宮村 ← 若宮分、石上分［一部］、千石町分［一部］
- 新屋敷村 ← 新屋敷分［一部］、石上分［一部］
- 八角村 ← 八角分、蚕養宮村［一部］
- 上蚕養村 ← 上河原分［一部］、蚕養宮村［一部］
- 年貢町村 ← 南町分、千石町分［一部］
- 千石町分の一部が黒岩村に合併。
- 一本木分・達磨分および石上分の一部が藤室村に合併。
- 岩見崎村が面川村に、小山村が御山村にそれぞれ合併。
- 蚕養宮村、上河原分、千石町分、石上分、新屋敷分、八幡村の各一部および八角分、南町分、材木町分、一本木分、黒岩村、南四合村の各飛地が若松城下に編入。
- 材木町分が日吉村に、小塩村が上小塩村にそれぞれ改称。

### 郡発足後の沿革
- 明治12年（1879年）1月27日 - 郡区町村編制法の福島県での施行により、会津郡のうち若松城下および67村に行政区画としての北会津郡が発足。郡役所を若松栄町に設置。

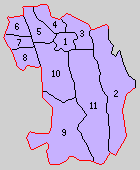
1.若松町 2.湊村 3.蚕養村 4.栄和村 5.神指村 6.荒井村 7.舘ノ内村 8.川南村 9.大戸村 10.門田村 11.東山村（紫：会津若松市）

- 明治16年（1883年） - 東城戸村が黒川村に合併。（1町66村）
- 明治22年（1889年）4月1日 - 町村制の施行により以下の村が発足。全域が現・会津若松市。（1町10村）
  - 若松町 ← 若松城下[7]、日吉村［一部］、年貢町村［一部］
  - 湊村 ← 共和村、原村、平潟村、静潟村、赤井村
  - 蚕養村 ← 上蚕養村、八幡村、金堀村、鶴賀村、亀賀村、松長村、八角村
  - 栄和村 ← 上高野村、始村、藤室村、中沢村、中沼村、木流村、柳川村、界沢村、石堂村、上荒久田村
  - 神指村 ← 高瀬村、黒川村、南四合村、中四合村、北四合村、高久村
  - 荒井村 ← 下荒井村、蟹川村、真宮村、中石村、和合村、三伏村、和泉村
  - 舘ノ内村 ← 新庄村、鷺林村、宮袋村、二方村、伊和保村
  - 川南村 ← 古舘村、上米塚村、上荒井新田村、宮木村、麻島村、柏原村、下米塚村
  - 大戸村 ← 上三寄村、上小塩村、大川村、蘆牧村、高川村、雨屋村
  - 門田村 ← 中野村、徳久村、飯寺村、日吉村［大部分］、年貢町村［大部分］、黒岩村、面川村、堤沢村、御山村、一ノ堰村
  - 東山村 ← 湯本村、石山村、湯川村
- 明治24年（1891年）2月13日 - 蚕養村が一箕村に改称。
- 明治32年（1899年）4月1日 - 若松町が市制施行して若松市となり、郡より離脱。（10村）
- 明治36年（1903年）6月6日 - 栄和村の一部（始・中沢・石堂・藤室・上荒久田）に町北村、残部（中沼・木流・柳川・界沢・上高野）に高野村が発足。（11村）
- 大正12年（1923年）4月1日 - 郡会が廃止。郡役所は存続。
- 大正15年（1926年）7月1日 - 郡役所が廃止。以降は地域区分名称となる。
- 昭和12年（1937年）4月1日 - 町北村の一部（石堂・藤室・上荒久田の各一部[8]）が若松市に編入[9]。
- 昭和26年（1951年）4月1日 - 町北村が若松市に編入。（10村）
- 昭和28年（1953年）4月1日 - 荒井村・舘ノ内村が合併して荒舘村が発足。（9村）
- 昭和30年（1955年）1月1日 - 門田村・湊村・一箕村・高野村・神指村・大戸村・東山村が若松市に編入。（2村）
- 昭和31年（1956年）5月1日 - 荒舘村・川南村が合併して北会津村が発足。（1村）
- 平成16年（2004年）11月1日 - 北会津村が会津若松市に編入。同日北会津郡消滅。

### 変遷表
| 明治22年以前 | 明治22年4月1日 | 明治22年 - 昭和19年         | 昭和20年 - 昭和29年         | 昭和30年 - 昭和63年            | 平成1年 - 現在                   | 現在       |
| ------------ | -------------- | --------------------------- | --------------------------- | ------------------------------ | -------------------------------- | ---------- |
|              | 若松町         | 明治32年4月1日 市制         | 若松市                      | 昭和30年1月1日 改称 会津若松市 | 会津若松市                       | 会津若松市 |
|              | 栄和村         | 明治36年6月6日 町北村       | 昭和26年4月1日 若松市に編入 | 昭和30年1月1日 改称 会津若松市 | 会津若松市                       | 会津若松市 |
|              | 栄和村         | 明治36年6月6日 高野村       | 高野村                      | 昭和30年1月1日 若松市に編入    | 会津若松市                       | 会津若松市 |
|              | 門田村         | 門田村                      | 門田村                      | 昭和30年1月1日 若松市に編入    | 会津若松市                       | 会津若松市 |
|              | 湊村           | 湊村                        | 湊村                        | 昭和30年1月1日 若松市に編入    | 会津若松市                       | 会津若松市 |
|              | 蚕養村         | 明治24年2月13日 改称 一箕村 | 一箕村                      | 昭和30年1月1日 若松市に編入    | 会津若松市                       | 会津若松市 |
|              | 神指村         | 神指村                      | 神指村                      | 昭和30年1月1日 若松市に編入    | 会津若松市                       | 会津若松市 |
|              | 大戸村         | 大戸村                      | 大戸村                      | 昭和30年1月1日 若松市に編入    | 会津若松市                       | 会津若松市 |
|              | 東山村         | 東山村                      | 東山村                      | 昭和30年1月1日 若松市に編入    | 会津若松市                       | 会津若松市 |
|              | 荒井村         | 荒井村                      | 昭和28年4月1日 荒舘村       | 昭和31年5月1日 北会津村        | 平成16年11月1日 会津若松市に編入 | 会津若松市 |
|              | 舘ノ内村       | 舘ノ内村                    | 昭和28年4月1日 荒舘村       | 昭和31年5月1日 北会津村        | 平成16年11月1日 会津若松市に編入 | 会津若松市 |
|              | 川南村         | 川南村                      | 川南村                      | 昭和31年5月1日 北会津村        | 平成16年11月1日 会津若松市に編入 | 会津若松市 |

## 行政
歴代郡長
| 代 | 氏名 | 就任年月日                | 退任年月日                | 備考                   |
| -- | ---- | ------------------------- | ------------------------- | ---------------------- |
| 1  |      | 明治12年（1879年）1月27日 |                           |                        |
|    |      |                           | 大正15年（1926年）6月30日 | 郡役所廃止により、廃官 |